# Araquari
Araquari és un municipi brasiler de l'estat de Santa Catarina, a una altitud de 9 metres sobre el nivell del mar. En el 2006 tenia una població etimada de 21.974 habitants (segons dades brindades pel "IBGE"), en una superfície de 377,6 km², equivalent a una densitat poblacional de 54,7 hab./km². Va Ser fundat en l'any 1848.